# 샌즈랩
샌즈랩(영어: SANDS Lab)은 대한민국의 사이버 보안 기업이다.

## 역사 및 현황
2004년 11월에 세인트시큐리티라는 사명으로 설립되어 2021년 7월 1일에 현재 사명으로 변경하였다.

## 실적
2023년 3분기까지 누적 실적은 매출액은 28억 5761만원으로 전년 동기 대비 9.58% 감소했고 영업손실은 29억 55만원으로 전년 동기 대비 192.71%나 늘었으며 당기순 손실은 17억 8101만원으로 전년 동기 대비 143.07%나 증가하였다.

## 제품
- CTX솔루션: 사이버 위협 인텔리전스 플랫폼
- MNX: 네트워크 실시간 감지
- MDX: 문서 실시간 감지
- MAX: PC 에이전트 감지
- 딥페이크 탐지

## 내용주
1. ↑  공모가 10,500원에 키움증권을 주관사로 코스닥 시장에 상장